# Merle Barth
Merle Barth (* 21. April 1994 in Waldbröl) ist eine deutsche Fußballspielerin.

## Karriere

### Vereine
Merle Barth wechselte im Januar 2009 vom SSV Homburg-Nümbrecht in die Jugendabteilung von Bayer 04 Leverkusen. Dort spielte sie zunächst für die B-Juniorinnen und schaffte mit diesen 2011 die Qualifikation für die Zwischenrunde zur Deutschen B-Juniorinnen-Meisterschaft. Bereits am 6. November 2010 war sie im Meisterschaftsspiel gegen den FCR 2001 Duisburg zu ihrem Bundesliga-Debüt gekommen, als sie in der 86. Minute für Kerstin Stein eingewechselt wurde. Seit der Saison 2011/12 gehört sie dem Bundesligakader der Leverkusenerinnen an und erzielte am letzten Spieltag der Saison 2012/13 in der Partie gegen den VfL Sindelfingen mit dem Treffer zum zwischenzeitlichen 1:1 ihr erstes Bundesligator. Aufgrund eines im Februar 2014 erlittenen Kreuzbandrisses musste sie lange pausieren, gehörte jedoch unmittelbar nach ihrem Comeback im Februar 2015 wieder zur Stammformation, ehe sie sich im letzten Saisonspiel 2014/15 gegen den SC Sand erneut einen Kreuzbandriss zuzog. Im Sommer 2020 wechselte Barth zum Ligakonkurrenten 1. FFC Turbine Potsdam, den sie 2022 zu Atlético Madrid wieder verließ. Durch die in ihrem letzten Bundesligaspiel bei der 0:5-Niederlage beim FC Bayern München erlittene Fibulafraktur und der damit anhaltenden Genesungszeit, ist sie bisher für den spanischen Erstligisten noch nicht zum Einsatz gekommen.

### Nationalmannschaft
Barth debütierte am 14. Dezember 2010 in der U17-Nationalmannschaft im Test-Länderspiel gegen Israel. Zwei Tage später erzielte sie – abermals gegen Israel – ihr einziges Länderspieltor. 2011 nahm sie in Nyon an der U17-Europameisterschaft teil und kam dabei im Spiel um Platz 3, das Deutschland mit 8:2 gegen U17-Nationalmannschaft Islands gewann, zu ihrem einzigen Turniereinsatz. Am 21. November 2012 gab sie beim 4:0-Sieg im Testspiel gegen die U19-Nationalmannschaft Schwedens, als sie nach der Halbzeit für Sarah Romert ins Spiel kam, ihr Debüt für die U19-Nationalelf. 2013 qualifizierte sie sich mit dieser Mannschaft für die Jahrgangseuropameisterschaft in Wales, mit der sie im Halbfinale nach der 1:2-Niederlage gegen Frankreich ausschied.

## Erfolge
Nationalmannschaft
- Platz 3 bei der U17-Europameisterschaft 2011
- Halbfinale bei der U19-Fußball-Europameisterschaft 2013

Verein
- Aufstieg in die Bundesliga 2018 (mit Bayer 04 Leverkusen)

## Sonstiges
Barth begann im Sommer 2014 eine Ausbildung zur Bankkauffrau bei der Volksbank Rhein-Wupper.